# Gare de Tajibe
La gare de Tajibe (丹治部駅, Tajibe-eki) est une gare ferroviaire située dans la ville de Niimi, dans la préfecture d'Okayama au Japon. La gare est exploitée par la compagnie JR West,sur la ligne Kishin.

## Service des voyageurs

### Desserte
La gare de Tajibe est une gare disposant d'un quai et d'une voie 

| N° de voie | Ligne    | Direction                 |
| ---------- | -------- | ------------------------- |
| 1          | ▆ Kishin | Chūgoku-Katsuyama/Tsuyama |
| 1          | ▆ Kishin | Niimi                     |

| JR West          |               |               |               |                 |
| Direction Himeji | Ligne Kinshin | Ligne Kinshin | Ligne Kinshin | Direction Niimi |
| Osakabe          |               | -             |               | Iwayama         |